# 9374 Сундре
9374 Сундре (9374 Sundre) — астероїд головного поясу, відкритий 19 березня 1993 року.
Тіссеранів параметр щодо Юпітера — 3,564.